# Preta

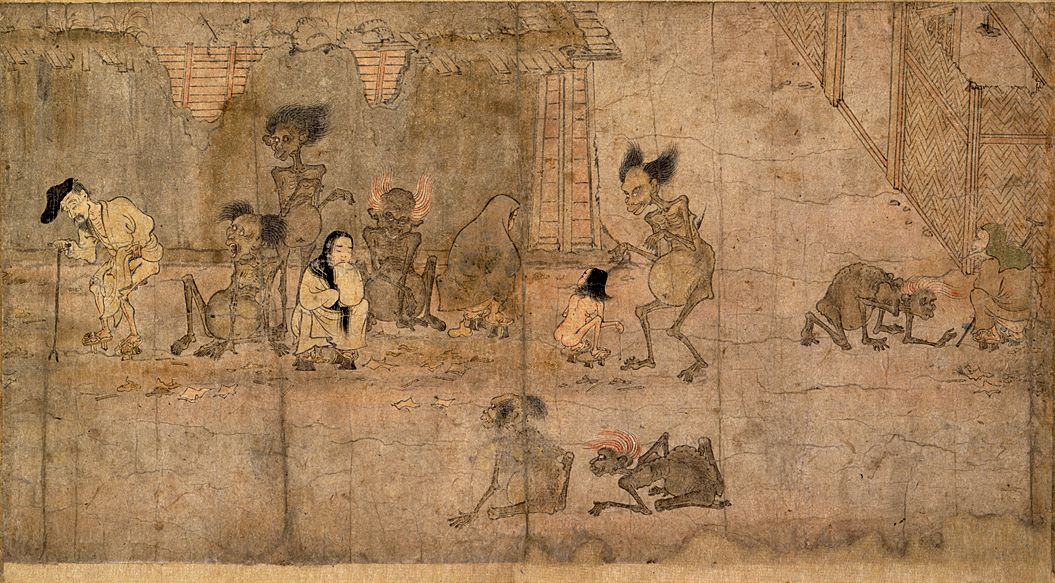
Representación artística de los Pretas.

En el marco de las creencias religiosas budistas, hinduistas y jainistas, un preta es un tipo de espíritu atormentado, el alma de un fallecido.

## Etimología
La palabra sánscrita preta deriva de pra-ita, literalmente ‘alguien que se ha ido’.
Originalmente se refería a los espíritus de los muertos.
Más tarde en la época puránica y budista, el término quedó confinado a un tipo de espíritu malvado e infeliz.

## Palabras que contienen «preta»
- Preta Adhipa Nagarí es la ciudad de Preta Adhipa (Iama, el dios de la muerte).
- preta aiana: el ‘sendero de los muertos’; nombre de un infierno particular.[1]
- preta anna: comida que se le ofrece a una persona fallecida.[2]
- preta asthi: ‘huesos de muerto’ (siendo preta: ‘cadáver’ y asthi: ‘huesos’).
- Preta Asthi Dharin (‘el que sostiene huesos de cadáveres’, siendo dhārī: ‘el que sostiene’) es un nombre del dios Shiva.[3]
- Preta Bhakshini: ‘comedora de cadáveres’, nombre de la diosa Kali.
- Preta Chari: ‘el que vaga entre los muertos’, nombre del dios Shiva.[4]
- preta gopa: ‘guardián de los muertos’ (en la morada de Iama).[5]
- preta grija: ‘casa de muertos’, un crematorio.
- preta kāia: cuerpo de un muerto.
- Preta Natha: ‘señor de los muertos’, nombre de Iama (el dios de la muerte).
- Preta Pati: ‘líder de los muertos’, nombre de Iama (el dios de la muerte).
- Preta Pura, o Preta Puri: ‘ciudad de los muertos’, la morada de Iama.

## Concepto de preta

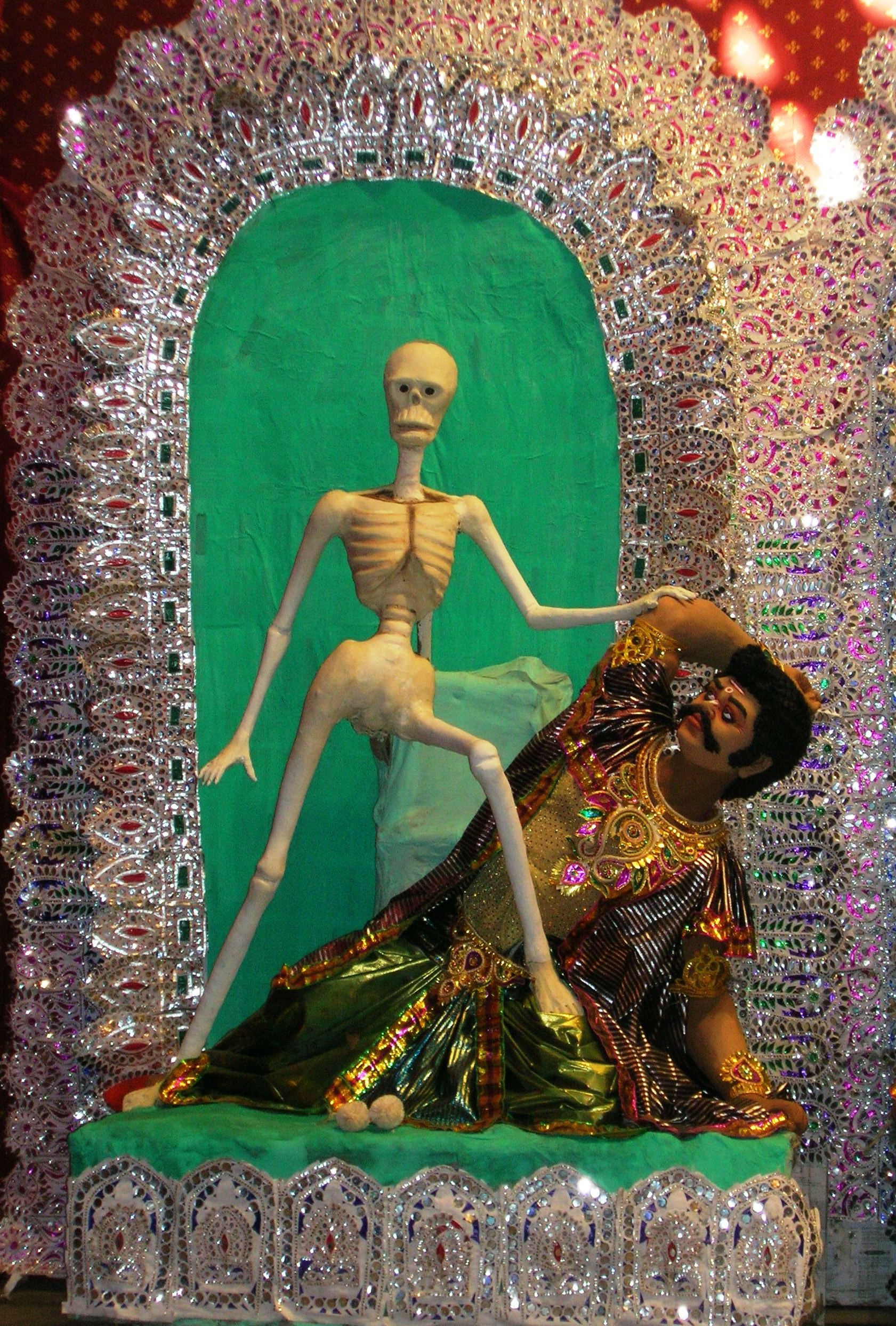
Representación de un pretta durante el Kali Puja.

En la mitología budista, el reino de los pretas, también conocido como el «reino de los espíritus hambrientos», se basa en el estado de ser posesivo y en el deseo; al desear concientemente de forma desmedida los placeres y objetos materiales del mundo fenoménico (mundo físico) que emergen de Mara.
Preta (en sánscrito), peta (en idioma pali), yi.dvags (en idioma tibetano) es el nombre de un tipo de ser sobrenatural descrito en los textos del budismo, del hinduismo y del jainismo que soportan más sufrimientos que los humanos, particularmente del hambre y de la sed en un grado extremo. 
A partir del chino se traducen a menudo como ‘espíritus hambrientos’, lo que a su vez deriva de las fuentas indias tardías, generalmente seguidas por el budismo Mahāyāna. En textos más antiguos del budismo (como el Petavatthu), son mucho más variados. Las descripciones de abajo se aplican principalmente a su contexto restringido.
Se cree que un preta fue una persona envidiosa o avara durante su vida previa como ser humano.
Como resultado de su karma, ya reencarnado como un preta, está condenado a padecer un hambre insaciable de una sustancia determinada o por un objeto (tradicionalmente, algo repugnante o humillante, como cadáveres humanos o materia fecal, aunque en historias más recientes puede ser cualquier cosa estrambótica).
En las versiones tibetanas del texto Bhavacakra son dibujados con cuellos delgados para representar esta condición.

## Reino de los Pretas
El Reino de los Pretas se trata de uno de los seis reinos del samsara (reinos de existencia). Debido al hambre y desdicha que sufren de los pretas, el renacimiento como preta en este reino se considera uno de los cuatro nacimientos desdichados (junto con el renacimiento en el Reino animal, en el Reino de los Asura o en el reino de los Narakas). El estado de un preta refleja el estado mental de un humano obsesionado con el ser posesivo y el deseo; lo que lo lleva en este reino a tener que soportar más sufrimientos que los humanos, particularmente una gran hambre y un sed en un grado extremo; lo que igualmente le provoca una gran envidia hacia los humanos. Así, si bien su estado de sufrimiento se puede considerar "un infierno", el reino de los Pretas no corresponde al infierno en estas religiones; siendo su equivalente más cercano el Reino de los Narakas.
La estancia en este reino, debido a sus características (a diferencia del Reino humanos), hace imposible para sus seres conseguir tranquilidad y el poder seguir el camino a la iluminación, al dejarse llevar por los deseos y sufrimientos que este reino ofrece.

## Relaciones entre los pretas y los humanos
Los pretas generalmente son vistos como "fantasmas", considerados como poco más que pequeñas molestias causadas a los mortales; a menos que su deseo se dirija hacia algo vital, como la sangre.
Sin embargo, en algunas tradiciones, los pretas igualmente por envidia tratan de evitar que otros satisfagan sus propios deseos, valiéndose de la magia, las ilusiones, o los disfraces.
También pueden volverse invisibles o cambiar sus caras para asustar a los mortales.
Sin embargo, los pretas producto del sufrimiento que sienten, generalmente son considerados como seres dignos de compasión. Así, en algunos monasterios budistas, los monjes les dejan comida, dinero o flores antes de las comidas.
En las tradiciones budistas se dice que Maudgalyayana, quién era conocido por su piedad filial,  transfirió a su madre sus propios méritos obtenidos, con el objetivo que ella logré así abandonar el reino de los Pretas y obtenga un buen renacimiento. Está historia condujo a una tradición en muchos países budistas conocida como festival de los fantasmas, durante el cual la gente dedica sus méritos a sus antepasados.

## Tradiciones locales
En Japón, la palabra preta es traducida como gaki 餓鬼 (‘fantasma hambriento’).
Desde 657, algunos budistas japoneses guardan un día especial a mediados de agosto para recordar a los gaki.
Se cree que, a través de ofrendas y oraciones (segaki), los pretas pueden ser liberados de su tortura eterna.
En japonés moderno, el término gaki se usa para referirse a los niños malcriados.
En un juego de persecución, el perseguidor puede ser conocido como gaki.